# Mińska Akademia Duchowna
Mińska Akademia Duchowna im. Cyryla Turowskiego – niepubliczna uczelnia Egzarchatu Białoruskiego Rosyjskiej Kościoła Prawosławnego. Swoją działalność rozpoczęła 3 lutego 1996 roku. Jej siedziba od 1996 mieściła się w obrębie monasteru Zaśnięcia Matki Bożej w Żyrowiczach, a we wrześniu 2015 roku została przeniesiona do Mińska.
Pierwsi absolwenci opuścili mury uczelni we wrześniu 1999 roku.
W maju 2002 ukazał się pierwszy numer zeszytów naukowych uczelni – „Prace naukowe Mińskiej Akademii Duchownej”.

## Rektorzy
- Leonid (Fil) 1997–2008
- archimandryta Joazaf (Morza) 2008–2012
- Guriasz (Apalko) 2012-2014
- Siergiej (Akimow) 2014-2021
- Atanazy (Sokołow) od 2021